# Terepi
Terepi – wieś w Estonii, w prowincji Põlva, w gminie Mooste.